# Session (Messenger)
Session ist eine freie, Ende-zu-Ende-verschlüsselte Instant-Messaging-App, die auf Vertraulichkeit und Anonymität für den Benutzer ausgerichtet ist. Sie wird von The Oxen Project im Rahmen der gemeinnützigen Oxen Privacy Tech Foundation entwickelt und nutzt ein dezentrales Netzwerk auf Blockchain-Basis als Server-Ersatz. Session bietet Support für die gängigen Betriebssysteme, darunter mobile Clients für iOS und Android, sowie Desktopversionen für macOS, Windows und verschiedene Linux-Distributionen (deb, rpm, AppImage, Flatpak).

## Features
Die Nutzer können Einzel- und Gruppennachrichten versenden, die Dateien, Sprachnotizen, Bilder und Videos enthalten können. Session erfordert keine Telefonnummer oder E-Mail-Adresse, um ein Konto zu erstellen. Es verwendet eine zufällig generierte 66-stellige alphanumerische Nummer zur Benutzererstellung und Identifikation.
Die Kommunikation (Nachrichten, Sprachclips, Fotos und Dateien) zwischen den Nutzern wird mit dem Session-Protokoll Ende-zu-Ende verschlüsselt. Das Loki-Blockchain-Netzwerk wird von Session für Übertragungen genutzt. Eine unabhängige Überprüfung durch den Drittanbieter Quarkslab im Jahr 2021 bestätigte diese Behauptungen.

## Entwicklung
Session begann als Fork des Signal-Messengers, um auf dessen Grundlage aufzubauen. Aufgrund von Bedenken bezüglich der zentralisierten Struktur des Signal-Protokolls und der potenziellen Sammlung unnötiger Metadaten entwarf man  ein eigenes Protokoll, das Session-Protokoll. Das im Signal-Messenger enthaltene Sicherheitsmerkmal Perfect Forward Secrecy wurde für Session entfernt. Die Entwicklung von Session wird seit Oktober 2024 von der Schweizer Session Technology Foundation geleitet, um außerhalb des Einflussbereichs der Nine Eyes zu sein.